# 가네자와촌 (이와테현)
가네자와촌(金沢村)은 1955년까지 이와테현 가미헤이군에 존속했던 촌이다. 현재의 오쓰치정 가네자와에 해당한다.

## 연혁
- 1889년 4월 1일 - 정촌제 시행과 함께 미나미헤이군 가네자와촌이 성립하였다.
- 1896년 4월 1일 - 미나미헤이군과 니시헤이군과 합병해 가미헤이군 가네자와촌이 되었다.
- 1955년 4월 1일 - 오쓰치정과 합병해 새로운 오쓰치정의 일부를 형성하였다.

## 행정

### 역대촌장
| 대 | 이름                           | 취임       | 퇴임           | 비고 |
| -- | ------------------------------ | ---------- | -------------- | ---- |
| 1  | 가나자와 칸쥬로 (金沢勘十郎)   | 미상       |                |      |
| 2  | 카네자와 후쿠지로 (兼沢福次郎) | 1892년 4월 | 1942년 1월     |      |
| 3  | 미우라 모토지로 (三浦元次郎)   | 1942년 1월 | 1946년11월     |      |
| 4  | 가네자와 헤에키치 (兼沢平吉)   | 1947년 4월 | 1955년3월 31일 |      |

## 참고서적
- 이와테현 정촌합병지, (이와테현 총무부 지방과, 1957)